# Чаус (Днепропетровская область)
Чаус (укр. Чаус) — село,
Богдановский сельский совет,
Межевский район,
Днепропетровская область,
Украина.
Код КОАТУУ — 1222681107. Население по переписи 2001 года составляло 63 человека.

## Географическое положение
Село Чаус примыкает к селу Солёное, на расстоянии в 1 км расположен пгт Демурино.
По селу протекает пересыхающий ручей.

## История
В 1946 г. Указом ПВС УССР хутор Чаус переименован в Червоную Хвылю.